# 36. п. н. е.

## Догађаји
- 3. септембар - Битка код Наулоха (Сицилија), у којој је Октавијанова флота под командом Агрипе победила флоту Секста Помпеја, чиме је окончан грађански рат између Помпеја и Октавијана.
- Лепид је одлучио да задржи Сицилију за себе. Октавијан се појавио у Лепидовом логору, где је скоро погинуо. Лепида су његове трупе напустиле, свргнуте и послате у Рим. Африка и Сицилија су припале Октавијану.
- Римљани су победили иберијског краља Фарнабаза. Антонијев генерал Публије Канидије Крас осваја Албанију.
- Антоније напада Медију Атропатену из Јерменије. Неуспела опсада престонице Атропатене, Фрааспе. Антоније је приморан да се повуче. Антоније хвата јерменског краља Артавазда и шаље га у Египат.
- Клеопатра је, пратећи Антонија до Еуфрата, ушла у Јудеју и остала са Иродом.

## Умрли
- 31. јануар - Антонија Млађа, мајка Германика и Клаудија;
- Випсанија Агрипина, прва жена Тиберијева;
- Птоломеј Филаделф (Клеопатрин син)